# Campeonato Panamericano de Ciclismo en Ruta 2015
La 30.ª edición del Campeonato Panamericano de Ciclismo en Ruta se llevó a cabo entre el 7 y el 10 de mayo de 2017 en León, México, con la participación de pedalistas de veinticuatro países del continente.
La competencia realizó a cabo pruebas tanto masculinas (élite y sub-23) como pruebas femeninas.
La prueba perteneció al UCI America Tour 2015 dentro de la categoría CC (Circuitos Continentales), y fue organizada por la Confederación Panamericana de Ciclismo adscrito a la UCI.

## Ruta

### Masculino
| Evento                           | Oro                                    | Plata                                       | Bronce                                      |
| -------------------------------- | -------------------------------------- | ------------------------------------------- | ------------------------------------------- |
| Ruta (élite) (10 de mayo)        | Byron Guamá · Ecuador · 4:12:46        | Josué González · Costa Rica · +0:07         | Juan Pablo Magallanes · México · +0:17      |
| Ruta(sub-23) (9 de mayo)         | Jhonatan Restrepo · Colombia · 3:26:14 | José Luis Rodríguez Aguilar · Chile · +0:01 | Lucas Gaday Argentina +0:01                 |
| Contrarreloj (élite) (7 de mayo) | Carlos Oyarzún · Chile · 51:56         | Manuel Rodas · Guatemala · +0:45            | Alejandro Durán Argentina +1:11             |
| Contrarreloj(sub-23) (7 de mayo) | Ignacio Prado · México · 35:06         | Sebastián Trillini Argentina +0:13          | José Luis Rodríguez Aguilar · Chile · +0:15 |

### Femenino
| Evento                          | Oro                               | Plata                             | Bronce                              |
| ------------------------------- | --------------------------------- | --------------------------------- | ----------------------------------- |
| Ruta(élite) (9 de mayo)         | Marlies Mejías · Cuba · 2:11:37   | Coryn Rivera Estados Unidos +0:00 | Yumari González · Cuba · +0:00      |
| Contrarreloj(élite) (7 de mayo) | Carmen Small Estados Unidos 27:55 | Tara Whitten · Canadá · +0:15     | Clemilda Fernandes · Brasil · +1:32 |

## Medallero
| Núm.  | País           | Oro | Plata | Bronce | Total |
| ----- | -------------- | --- | ----- | ------ | ----- |
| 1     | Chile          | 1   | 1     | 1      | 3     |
| 2     | Estados Unidos | 1   | 1     | 0      | 2     |
| 3     | Cuba           | 1   | 0     | 1      | 2     |
| -     | México         | 1   | 0     | 1      | 2     |
| 5     | Colombia       | 1   | 0     | 0      | 1     |
| -     | Ecuador        | 1   | 0     | 0      | 1     |
| 7     | Argentina      | 0   | 1     | 2      | 3     |
| 8     | Canadá         | 0   | 1     | 0      | 1     |
| -     | Costa Rica     | 0   | 1     | 0      | 1     |
| -     | Guatemala      | 0   | 1     | 0      | 1     |
| 11    | Brasil         | 0   | 0     | 1      | 1     |
| Total | Total          | 6   | 6     | 6      | 18    |